# Callichthys
Callichthys – rodzaj słodkowodnych ryb sumokształtnych z rodziny kiryskowatych (Callichthyidae).

## Klasyfikacja
Gatunki zaliczane do tego rodzaju:
- Callichthys callichthys – sumik pancerny[3]
- Callichthys fabricioi
- Callichthys oibaensis
- Callichthys serralabium

Gatunkiem typowym rodzaju jest Silurus callichthys (C. callichthys).